# Forlanini F.2 (Città di Milano)
Le Forlanini F.2 (Città di Milano) est un dirigeable italien construit en 1912-1913. C'est le second dirigeable semi-rigide de la jeune entreprise Forlanini - Leonardo da Vinci. Il effectue son premier vol le 17 août 1913.
Vu le succès et la publicité retentissante liée à l'exploit lié à son premier dirigeable, le Forlanini F1 (Leonardo da Vinci), Enrico Forlanini entreprend sans attendre la réalisation d'un projet plus ambitieux, le Forlanini F.2 (Città di Milano). Des fonds furent levés à travers une souscription nationale, comme l'avait fait son concurrent Ferdinand von Zeppelin. Les principaux donateurs furent la ville de Milan, la Fondation Cariplo et l'armée italienne. 
L'aéronef vola pour la première fois le 17 août 1913. Après plus de 42 ascensions réussies, le 9 avril 1914, le dirigeable fut contraint à un atterrissage d'urgence à cause d'une déchirure sur son enveloppe. Cette déchirure fut causée par l'arrachage d'une de ses amarres lors de très fortes rafales de vent qui eurent lieu ce jour-là. Pendant les opérations de récupération du gaz du ballon, une petite quantité d'hydrogène s'était déversé au sol et le tout  s'enflamma, certainement à cause de l'imprudence d'un des nombreux curieux. L'appareil fut entièrement détruit.
Ce dirigeable était très différent du premier prototype. En effet, sa taille était quasiment le quadruple du F.1, avec un ballon d'hydrogène de 11 500 m3 comparé aux 3 265 m3 du F.1. La cabine comportait trois compartiments, la cabine de pilotage, la cabine réservée aux passagers et la salle des machines.
Peu après ce terrible incident, Forlanini reçut une commande du Gouvernement britannique pour trois appareils d'un nouveau modèle, le Forlanini F.3 (Città di Milano 2). 